# Dhruv Rathee
Dhruv Rathee (nacido el 8 de octubre de 1994) es un YouTuber indio que realiza vídeos que cubren una amplia gama de temas como medio ambiente, finanzas personales, economía, sociedad, historia y política contemporánea. Sigue siendo popular y controvertido en India por sus opiniones políticas que pueden describirse como liberales. También presenta Decode de Netflix India con Dhruv que suele subir vlogs para DW Travel de Deutsche Welle. Rathee publicó una serie de videos de verificación de hechos en su canal de YouTube que cubren varios temas, incluido el ataque de Uri de 2016, el ataque de la Línea de Control de India de 2016, la desmonetización de billetes de India de 2016 y la fila de Gurmehar Kaur. Lanzó Pee News, un segmento de "noticias falsas" sátira, en el que criticaba la política de BJP y Hindutva. Comenzó una serie llamada The Dhruv Rathee Show en la que continuó criticando al gobierno central, que ahora está descontinuado.

## Primeros años y personal
Rathee nació el 8 de octubre de 1994 en una familia hindú Jat, en Haryana. Completó sus estudios en Haryana y considera al Haryanavi como su lengua materna. Obtuvo su licenciatura en ingeniería mecánica en el Instituto de Tecnología de Karlsruhe, Alemania, donde también completó su maestría especializada en energías renovables. Además de su educación formal, ha desarrollado un gran interés y conocimiento en las áreas de Ciencias Políticas, Filosofía Política y Economía.
Rathee vive en Alemania y viaja con frecuencia al extranjero. Se casó con su novia de mucho tiempo, Juli Ibr, el 24 de noviembre de 2021 en el Palacio Belvedere, en Viena.

## Trayectoria
En 2014, Rathee lanzó un video debut en su canal, titulado "BJP Exposed: Lies Behind The Bullshit", dirigido al gobierno de Narendra Modi que había sido elegido a principios de ese año. En 2016, Rathee ganó visibilidad en línea después de "desacreditar" las afirmaciones del YouTuber Ajay Sehrawat sobre la administración "ineficaz" de Arvind Kejriwal. Rathee dijo: "Cuando vi a personas que compartían los videos de Ajay Sehrawat sin verificar los hechos, me di cuenta de la necesidad de presentarles una investigación real para que comprendan la verdad". Su análisis político abarca una amplia gama de problemas nacionales, siendo muy crítico con el gobierno de Narendra Modi y la política Hindutva.
A lo largo de los años, Rathee se ha alejado de sus videos de diatriba únicamente sobre el actual Gobierno Central de la India. Ahora sus videos cubren una gama más amplia de temas como finanzas personales, ambientalismo, geopolítica, historia, sociedad, filosofía, biografías en video, actualidad e informes de campo. Sus videos ahora contienen una cantidad significativa de gráficos animados. Prefiere llamar a sus videos "educativos" e "informativos" al final de sus videos. Desde 2017 hasta principios de 2020, escribió columnas de opinión para ThePrint.
En julio de 2020, Rathee inició otro canal de YouTube llamado Dhruv Rathee Vlogs, donde publica sus vlogs de viajes internacionales organizados por él mismo junto con su novia de toda la vida, Juli Lbr, con quien se casó recientemente. Presenta programas como DW Travel de Deutsche Welle,  Decode con Dhruv de Netflix India, y un podcast exclusivo de Spotify llamado Maha Bharat con Dhruv Rathee. En noviembre de 2020, Rathee participó en una disputa en línea con la actriz Kangana Ranaut, después de que él hiciera un video en el que aparecía ella. En el video, Dhruv criticó a Ranaut por hipocresía y embellecimiento. Ella respondió afirmando que él había tomado una cantidad significativa de dinero para hacer el video y que podía hacer que lo encarcelaran por ello.

## Trabajo notable
- Debates sobre la forma de conducir las elecciones indias, serie denominada Voting Systems en 2019 asociación con Brut.[16]
- Vídeos explicativos de la cultura pop y cuestiones relacionadas con películas y series de televisión famosas, serie denominada Decode with Dhruv en 2020 asociación con Netflix.[2]
- Serie de videos para cubrir el análisis de las elecciones de 2019, serie denominada Election Analysis with Dhruv Rathee en 2020 asociación con NDTV.[17]
- Gira de descubrimiento por Alemania y otros países europeos, serie denominada DW Travel en 2020 asociación con Deutsche Welle.[4]
- Profundiza en cómo funcionan realmente las cosas en India, serie denominada Maha Bharat with Dhruv Rathee asociación con Spotify.[18]